# Президент Ефіопії
Президент Ефіопії — голова держави Федеративна Демократична Республіка Ефіопія.
Посада президента Ефіопії була створена 1987 р. після скасування у 1975 р. монархії в цій країні. Прокомуністичні військові, що захопили владу в країні, згідно з новою конституцією Ефіопії від 1987 р. проголосили її Федеративною Демократичною Республікою Ефіопія. Першим президентом Ефіопії став Менгісту Хайле Маріам, що зосередив у своїх руках усю повноту влади. Однак у травні 1991 р. його режим був повалений. В 1995 р. набрала чинності нова конституція Ефіопії, згідно якої президент країни обирається у парламенті країни, є головою держави з представницькими повноваженнями, оскільки більшість влади перебуває в руках прем'єр-міністра держави. Термін повноважень президента Ефіопії — 6 років. Кількість термінів обмежена двома.